# Odo ze Châteauroux
Odo ze Châteauroux (francouzsky Eudes de Châteauroux, 1190? Châteauroux – 25. ledna 1273 Orvieto) byl francouzský kardinál, teolog a filosof a propagátor účasti na křížových výpravách.
Začínal jako student pařížské univerzity a postupem času se zde stal profesorem. V letech 1238–1244 byl ve funkci univerzitního kancléře a zároveň kanovníkem katedrální kapituly v Paříži. Roku 1240 se zúčastnil disputace o Talmudu a jeho následném odsouzení. Roku 1244 byl jmenován kardinálem v Tusculu a krátce poté byl stanoven papežským legátem zodpovědným za agitaci a organizaci kruciát směřovaných do Svaté země a také proti papežem exkomunikovanému císaři Fridrichovi II.